# Јуриа Обара
Јуриа Обара (јап. 小原 由梨愛; 4. септембар 1990) јапанска је фудбалерка.

## Репрезентација
За репрезентацију Јапана дебитовала је 2014. године.

## Статистика
| Јапан  | Јапан | Јапан |
| Год.   | Ута.  | Гол.  |
| ------ | ----- | ----- |
| 2014   | 1     | 0     |
| Укупно | 1     | 0     |